# Hadař markézský
Hadař markézský (Callechelys randalli) je paprskoploutvá ryba z čeledi hadařovití (Ophichthidae).
Druh byl popsán roku 1998 ichtyologem J. E. McCoskerem.

## Popis a výskyt
Maximální délka ryby 46,4 cm.
Podlouhlé, zploštělé tělo bílé barvy s hnědým pruhem vedoucí od poloviny hlavy k ocasu. Hnědý pruh za okem. Nepravidelné malé skvrnky na tvářích.
Byla nalezena ve vodách východního středního Pacifiku: Markézy. Obývá písčitá dna.